# Jamen-Gletscher
Der Jamen-Gletscher (bulgarisch ледник Ямен lednik Jamen) ist ein 10 km langer und 4 km breiter Gletscher im westantarktischen Ellsworthland. Auf der Ostseite der Sentinel Range im Ellsworthgebirge fließt er nordöstlich des Witscha-Gletschers in den Gromshin Heights von den Nordhängen des Branishte Peak in nordöstlicher Richtung und mündet in den Rutford-Eisstrom.
US-amerikanische Wissenschaftler kartierten ihn 1961. Die bulgarische Kommission für Antarktische Geographische Namen benannte ihn 2014 nach der Ortschaft Jamen im Westen Bulgariens.